# Marina
marina（マリナ、1987年2月7日 - ）は、日本の女性シンガーソングライター。宮崎県出身。

## 概要
幼少時から音楽に親しみ、県内外の歌のコンテストで活躍する。高校を卒業すると同時に音楽を学ぶため、上京する。
テレビアニメ『Angel Beats!』の作中バンド「Girls Dead Monster」の初代ボーカル・岩沢まさみ役の歌い手を担当したほか、DECO*27のアルバム『愛迷エレジー』やシングル『エゴママ／恋距離遠愛』の計5曲にボーカルで参加している。
2014年以降は主にゲームソングを歌っており、2017年まではsasakure.UKのバンド「有形ランペイジ」のボーカリストとしても活動していた。
2014年9月26日、かねてより交際を続けていた男性と挙式し、披露宴を行った旨をtwitterで明らかにした。その時点では新郎の名は明かされていなかったが、12月3日にはキーボーディストで作曲・編曲家の白井アキトが公式にmarinaとの結婚を明らかにしたのを受け、改めて報告した。

## ディスコグラフィ

### シングル
|     | 発売日         | タイトル                   | 規格品番  | 最高位 |
| --- | -------------- | -------------------------- | --------- | ------ |
| 1st | 2013年5月29日  | キミ∽ツナグ                | FVCG-1227 | 141位  |
| 2nd | 2013年12月4日  | キミはもう、ヒトリじゃない | FVCG-1272 |        |
| 3rd | 2014年5月28日  | Hug                        | FVCG-1301 | 100位  |
| 4th | 2014年8月27日  | 終わらない物語             | FVCG-1314 |        |
| 5th | 2014年10月29日 | Unite                      | FVCG-1317 | 79位   |
| 6th | 2015年12月2日  | 世界は一つの舞台           | YZPB-5059 |        |

### 配信シングル
- my baby（2020年1月22日）[4]

### 参加作品
Angel Beats!
- Crow Song
  - 全曲

2010年4月23日
- Last Song
  - 全曲

2010年12月8日
- rare tracks
  - 全曲

2014年12月28日
- Million Star
2015年6月26日
- Angel Beats! PERFECT Vocal Collection
  - Crow Song
  - Alchemy
  - My Song
  - Last Song
  - Hot Meal (Another "Thousand Enemies")
  - Million Star
  - Hungry Song
  - God Bless You
  - Crow Song (Acoustic)
  - Alchemy (Acoustic)
  - Hot Meal (Acoustic)

2017年6月28日
- Awakening Song
  - Awakening Song (Girls Dead Monster STARRING LiSA&marina)
  - Crow Blues

2021年12月18日
- 一番の宝物 (Crow Ver.)
2024年2月15日

DECO*27
- 愛迷エレジー
  - モザイクロール feat. marina
  - 愛迷エレジー feat. marina
  - 弱虫モンブラン feat. marina

2010年12月15日
- エゴママ/恋距離遠愛
  - エゴママ
  - ダミーダミー

2011年12月7日
- ラブカレンダー
  - エゴママ feat. marina -Album Mix-
  - お留守番人 feat. marina

2012年7月25日

sasakure.UK
- 幻実アイソーポス
  - タイガーランペイジ feat. 有形ランペイジ

2012年4月11日
- 有形世界リコンストラクション[6]
  - 世界五分前仮説
  - FREELY TOMORROW
  - 裏表ラバーズ
  - ＊ハロー、プラネット。

2012年10月17日

GOKIGEN SOUND
- 満タンで行こう!!
  - 声が聞きたくて... feat. marina

2012年7月18日

Charlotte
- Trigger
  - 全曲

2015年9月9日
- ECHO
  - 全曲

2015年10月14日

### サウンドトラック・コンピレーションアルバム等
- CONCEPTION 俺の子供を産んでくれ! オリジナルサウンドトラック
  - Birth 〜悠久の巡り星〜
    - PSPゲーム『CONCEPTION 俺の子供を産んでくれ!』エンディングテーマ
    - 作詞：長谷川憲人 / 作曲・編曲：甲田雅人

2012年5月23日 / KDSD-00549〜50 / Team Entertainment
- キミカレ〜新学期〜ミニドラマCD+α
  - 初恋リズム
    - PSPゲーム『キミカレ〜新学期〜』エンディングテーマ
    - 作詞：黒崎真音 / 作曲・編曲：齋藤真也

2012年9月5日 / YZPB-10001 / 5pb.
- Imperial Arc
  - 欠け月の夜に
    - PCゲーム『九十九の奏〜欠け月の夜想曲〜』オープニングテーマ
    - 作詞：澄田まお / 作曲・編曲：松本慎一郎

2013年4月24日 / KDSD-00628 / Team Entertainment
- PS Vita版 『解放少女 SIN』 主題歌シングル
  - エテルナ
    - PS Vitaゲーム『解放少女 SIN』オープニングテーマ
    - 作詞・作曲：志倉千代丸 / 編曲：柳田しゆ、田口智則

2014年9月24日 / FVCG-1315 / 5pb.

### ゲームボーカル
- 解放の日
  - 作詞：須田剛一 / 作曲：上松範康（Elements Garden） / 編曲：上松範康、喜多智弘（Elements Garden）
  - ニンテンドー3DSゲーム『解放少女』オープニングテーマ

### タイアップ
| 楽曲                       | タイアップ                                                                  | 時期   | 備考       |
| -------------------------- | --------------------------------------------------------------------------- | ------ | ---------- |
| Crow Song                  | テレビアニメ『Angel Beats!』挿入歌                                          | 2010年 |            |
| Alchemy                    | テレビアニメ『Angel Beats!』挿入歌                                          | 2010年 |            |
| My Song                    | テレビアニメ『Angel Beats!』挿入歌                                          | 2010年 |            |
| キミ∽ツナグ                | PCゲーム『少女神域∽少女天獄 -The Garden of Fifth Zoa-』オープニングテーマ   | 2013年 |            |
| 永久より永遠に             | PCゲーム『少女神域∽少女天獄 -The Garden of Fifth Zoa-』エンディングテーマ   | 2013年 |            |
| キミはもう、ヒトリじゃない | PS3ゲーム『解放少女 SIN』オープニングテーマ                                 | 2013年 |            |
| 泡沫ノ花                   | PS3・PSPゲーム『花咲くまにまに』エンディングテーマ                          | 2013年 |            |
| Unite                      | PS Vitaゲーム『超次元アクション ネプテューヌU』エンディングテーマ           | 2014年 | 作詞・作曲 |
| Hug                        | PS Vitaゲーム『超女神信仰 ノワール 激神ブラックハート』エンディングテーマ   | 2014年 | 作詞・作曲 |
| To you                     | Xbox 360ゲーム『バレットソウル -インフィニットバースト-』エンディングテーマ | 2014年 | 作詞・作曲 |
| The truth                  | PSPゲーム『ジュエリックナイトメア』エンディングテーマ                       | 2014年 | 作詞・作曲 |
| 運命ノ花                   | PS Vitaゲーム『花咲くまにまに』エンディングテーマ                           | 2014年 |            |
| 終わらない物語             | PCゲーム『迷える2人とセカイのすべて』オープニングテーマ                     | 2014年 | 作詞       |
| Promise                    | PCゲーム『迷える2人とセカイのすべて』オープニングテーマ                     | 2014年 | 作詞・作曲 |
| エテルナ                   | PS Vitaゲーム『解放少女 SIN』エンディングテーマ                             | 2014年 |            |
| 解放の日                   | ニンテンドー3DSゲーム『解放少女』オープニングテーマ                         | 2014年 |            |
| 比翼の鳥                   | ドラマ『新撰組比翼録 勿忘草』主題歌                                         | 2014年 |            |
| Million Star               | PCゲーム『Angel Beats! -1stbeat-』予約特典                                  | 2015年 |            |
| 世界は一つの舞台           | ニンテンドー3DSゲーム『PROJECT X ZONE 2:BRAVE NEW WORLD』オープニングテーマ | 2015年 |            |
| 月灯りのカーテンコール     | ニンテンドー3DSゲーム『PROJECT X ZONE 2:BRAVE NEW WORLD』エンディングテーマ | 2015年 |            |
| Run!!!                     | PS Vitaゲーム『RAIL WARS! -軽井沢より殺意を乗せて-』オープニングテーマ      | 未定   |            |